# Institut für Handschriften von Aserbaidschan

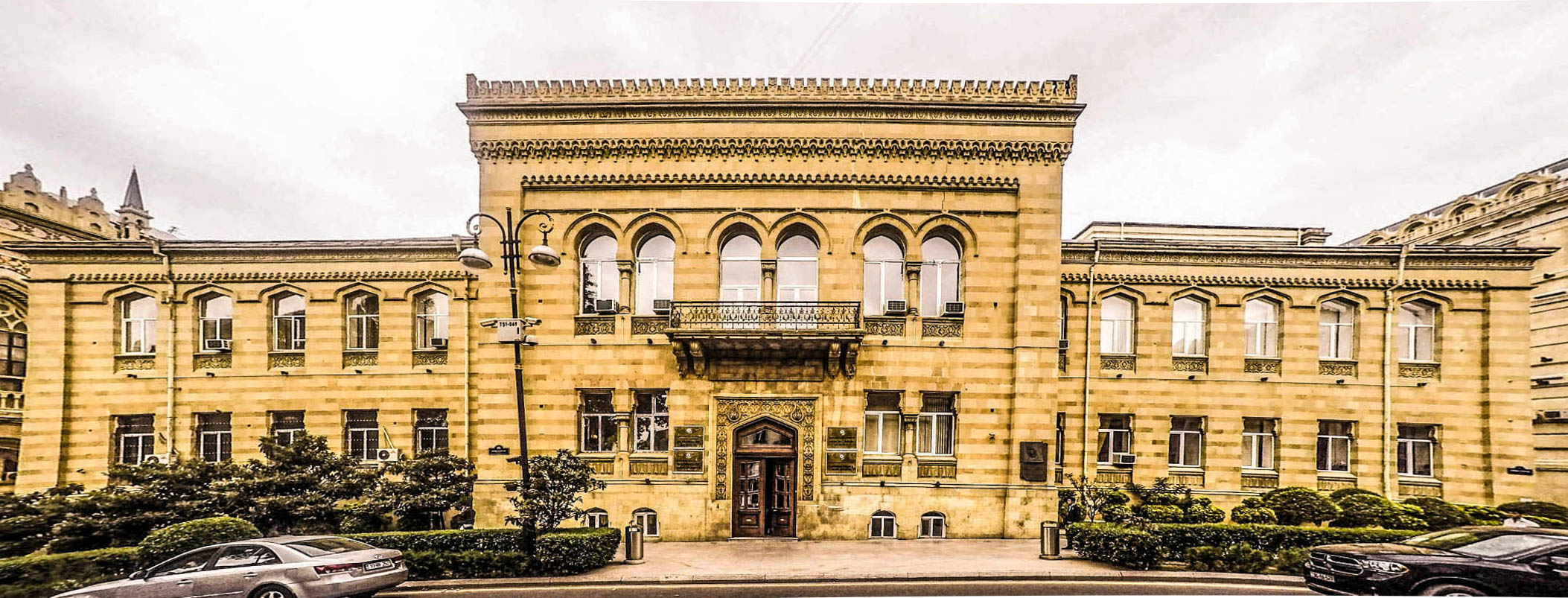
Das Gebäude des Instituts in Baku

Das Institut für Handschriften von Aserbaidschan (aserbaidschanisch Əlyazmalar İnstitutu) ist ein Institut der Nationalen Akademie der Wissenschaften Aserbaidschans. Es untersucht mittelalterliche Handschriften, die gesichert und archiviert sowie übersetzt und veröffentlicht werden. Auch Ausstellungen von Schriften werden zusammengestellt. Das Institut befindet sich in Baku im Gebäude einer ehemaligen russischen Schule für muslimische Mädchen, die Zeynalabdin Taghiyev gegründet hatte.

## Geschichte
Erste Planungen für die Gründung des Institut erfolgten 1924, als in Baku auf einem Kongress die Einrichtung einer wissenschaftlichen Bibliothek mit einer Abteilung für mittelalterliche Handschriften und seltenen Büchern beschlossen wurde. Ursprünglich war die Bibliothek ein Institut der Forschungsunion von Aserbaidschan, wurde aber später in das Nezāmi-Literaturinstitut eingegliedert. 1950 wurde in der Nationalen Akademie der Wissenschaften eine Stiftung für Handschriften gegründet, die 1986 die Basis für die Gründung des Instituts bildete. Zwischen 1972 und 1980 war der sowjetische Iranist Rustam Aliyev Direktor des Instituts.
1996 wurde das Institut nach Muhammad Fuzūlīl benannt.

## Bestand
Das Institut verfügt über 11.000 Handschriften unter anderem in Türkisch, Persisch und Arabisch. Themen der Schriften sind unter anderem Medizin, Astronomie, Mathematik, Poesie, Philosophie, Recht, Geschichte und Geographie.